# Seyed Mohammad Hosseini
Seyed Mohammad Hosseini, né en 1963 à Najaf en Irak, est un homme politique irakien.

## Biographie
Il a passé la majorité de sa jeunesse à Abhar dans la province de Zanjan en Iran. En 1981, il a été admis à l'université de l'Imam Sadigh à Téhéran et a été diplômé six ans plus tard d'un master en sciences politiques. Il a poursuivi ses études avec un master en sécurité nationale à l'université de Grenoble puis une thèse en droit international à l'université Jean-Moulin-Lyon-III. 

## Carrière politique
Il a été ambassadeur de la république Islamique d'Iran en Arabie Saoudite sous Kamal Kharazi (en) et Manouchehr Mottaki de 2002 à 2006, au Sénégal, puis entre 2006 et 2009,. En 2010, il a été nommé vice-président des affaires internationales à la Radio-Télé nationale en Iran. Il a tenu ce poste jusqu'en 2015.

## Carrière académique
Maitre de conférences et chercheur à l'université islamique Azad et enseignant au département des études internationales de l'université de Téhéran, il a publié de nombreux livres dont :
- Les fondements stratégiques de la révolution islamique
- Manifeste du droit de l'espace
- Développement des organisations internationales de satellite
- Manifeste du droit islamique
- La politique étrangère des États-Unis dans le Golfe persique : De la doctrine de dissuasion de Truman à Obama